# Petnjica
 Ovo je glavno značenje pojma Petnjica. Za druga značenja pogledajte Petnjica (razdvojba).
Petnjica je grad i središte istoimene općine u istočnoj Crnoj Gori. Općina Petnjica nastala je u 2013. godine izdvajanjem iz stare općine Berane.

## Naselja
U općini Petnjica nalaze se 24 naseljena mjesta – Azane, Bor, Dašča Rijeka, Dobrodole, Donja Vrbica, Godočelje, Gornja Vrbica, Javorova, Johovica, Kalica, Kruščica, Lagatori, Lješnica, Murovac, Orahovo, Patulj, Petnjica, Ponor, Poroče, Radmanci, Savin Bor, Trpezi, Tucanje i Vrševo.

## Stanovništvo
Na popisu stanovništva 2011. godine općina Petnjica imala je 5.455 stanovnika, od čega u samoj Petnjici 539.

### Općina Petnjica
| Broj stanovnika po popisima | Broj stanovnika po popisima | Broj stanovnika po popisima | Broj stanovnika po popisima | Broj stanovnika po popisima | Broj stanovnika po popisima | Broj stanovnika po popisima | Broj stanovnika po popisima |
| --------------------------- | --------------------------- | --------------------------- | --------------------------- | --------------------------- | --------------------------- | --------------------------- | --------------------------- |
| 1948                        | 1953                        | 1961                        | 1971                        | 1981                        | 1991                        | 2003                        | 2011                        |
| 7.974                       | 9.065                       | 9.695                       | 10.124                      | 10.539                      | 8.866                       | 5.702                       | 5.455                       |

### Petnjica (naseljeno mjesto)
| Broj stanovnika po popisima | Broj stanovnika po popisima | Broj stanovnika po popisima | Broj stanovnika po popisima | Broj stanovnika po popisima | Broj stanovnika po popisima | Broj stanovnika po popisima | Broj stanovnika po popisima |
| --------------------------- | --------------------------- | --------------------------- | --------------------------- | --------------------------- | --------------------------- | --------------------------- | --------------------------- |
| 1948                        | 1953                        | 1961                        | 1971                        | 1981                        | 1991                        | 2003                        | 2011                        |
| 442                         | 488                         | 667                         | 684                         | 673                         | 643                         | 565                         | 539                         |

Napomena: Ranije povećano za naselje Lazi koje je ukinuto.

#### Popis 2011.
| Narodnost | 2011        |
| --------- | ----------- |
| Bošnjaci  | 421 (78,1%) |
| Muslimani | 91 (16,88%) |
| Romi      | 19 (3,52%)  |
| ukupno    | 539         |

| Jezik                 | 2011         |
| --------------------- | ------------ |
| Crnogorski            | 285 (52,87%) |
| Bosanski              | 145 (26,9%)  |
| Bošnjački             | 26 (4,82%)   |
| Albanski              | 20 (3,71%)   |
| Ostali                | 32 (5,93%)   |
| Ne želi da se izjasni | 28 (5,19%)   |
| ukupno                | 539          |

| Vjera    | 2011         |
| -------- | ------------ |
| Islamska | 536 (99,44%) |
| ukupno   | 539          |